# WTA Tour 2011
Il WTA Tour 2011 è un insieme di tornei femminili di tennis organizzati dalla Women's Tennis Association (WTA).
Include i tornei del Grande Slam (organizzati in collaborazione con la International Tennis Federation),
i Tornei WTA Premier, i Tornei WTA International, la Fed Cup (organizzata dalla ITF), il Commonwealth Bank Tournament of Champions e il WTA Tour Championships.

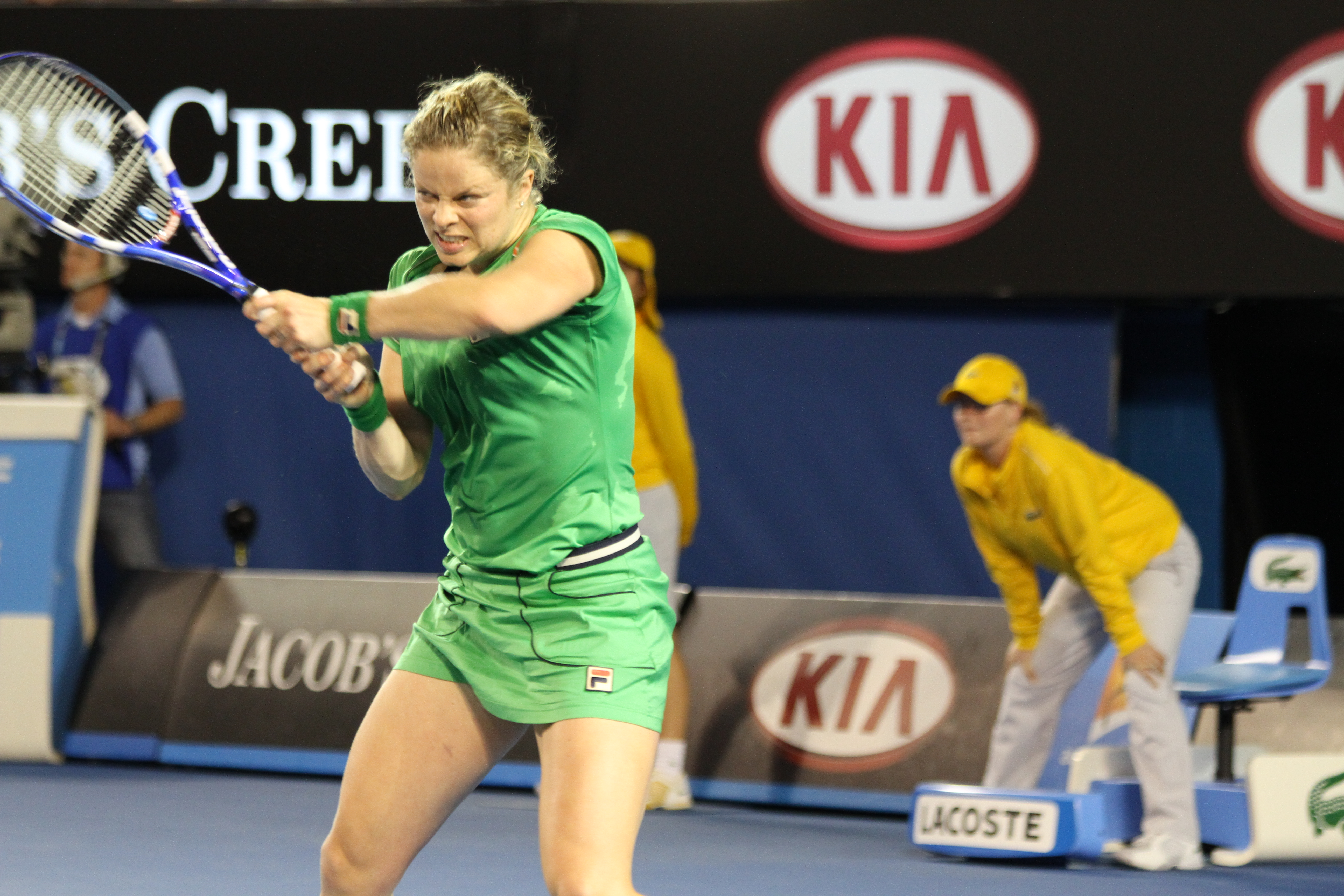
Kim Clijsters è la vincitrice dell'Australian Open

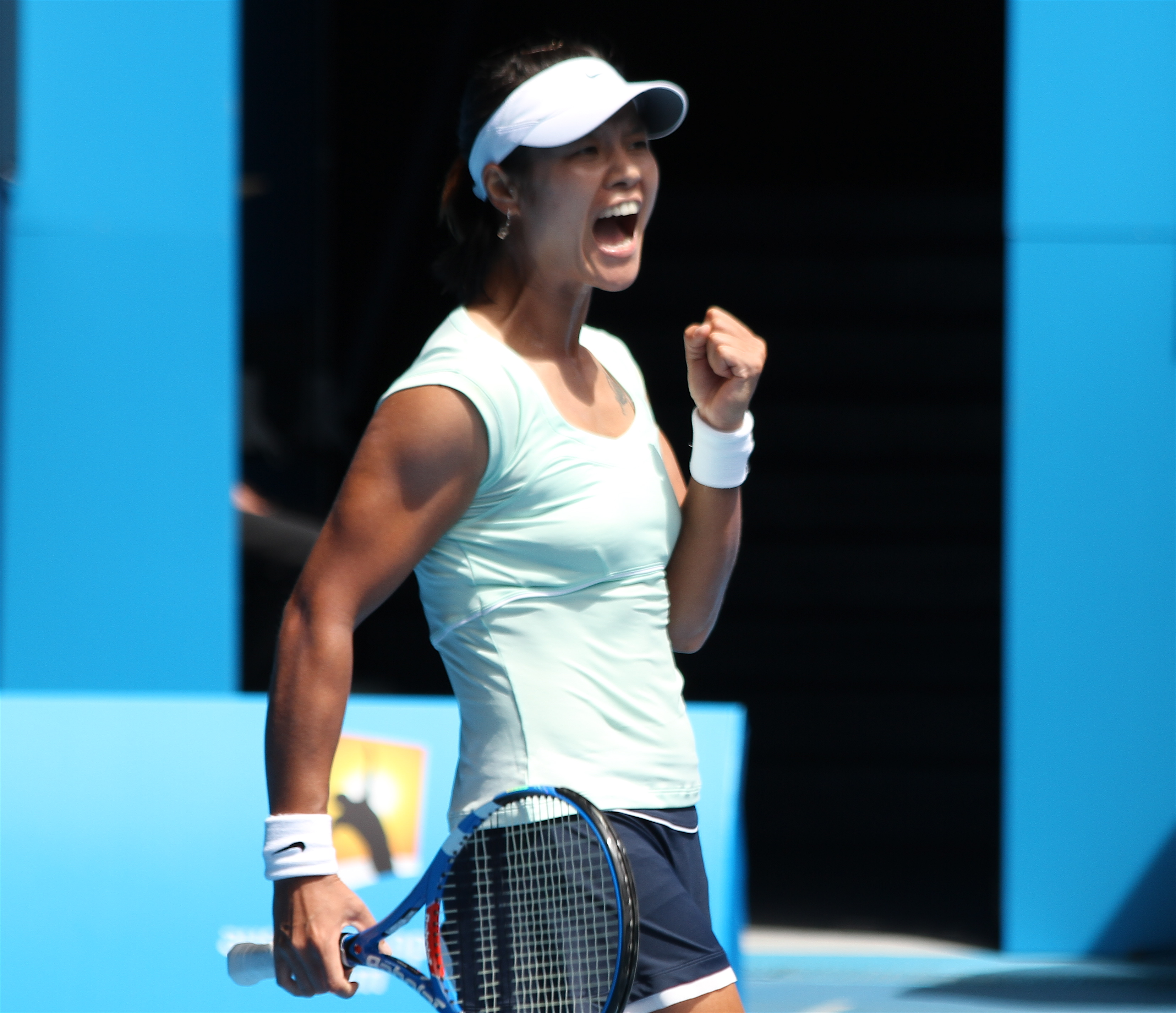
Li Na è la vincitrice dell'Open di Francia

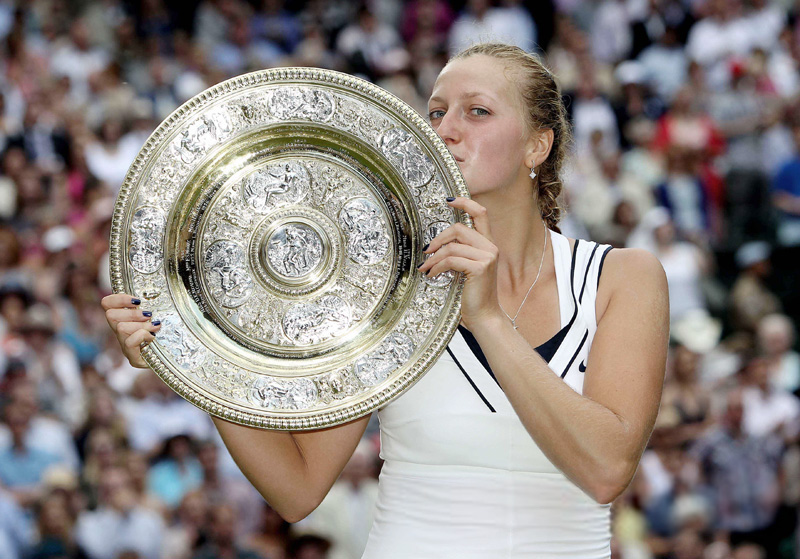
Petra Kvitová è la vincitrice del Torneo di Wimbledon

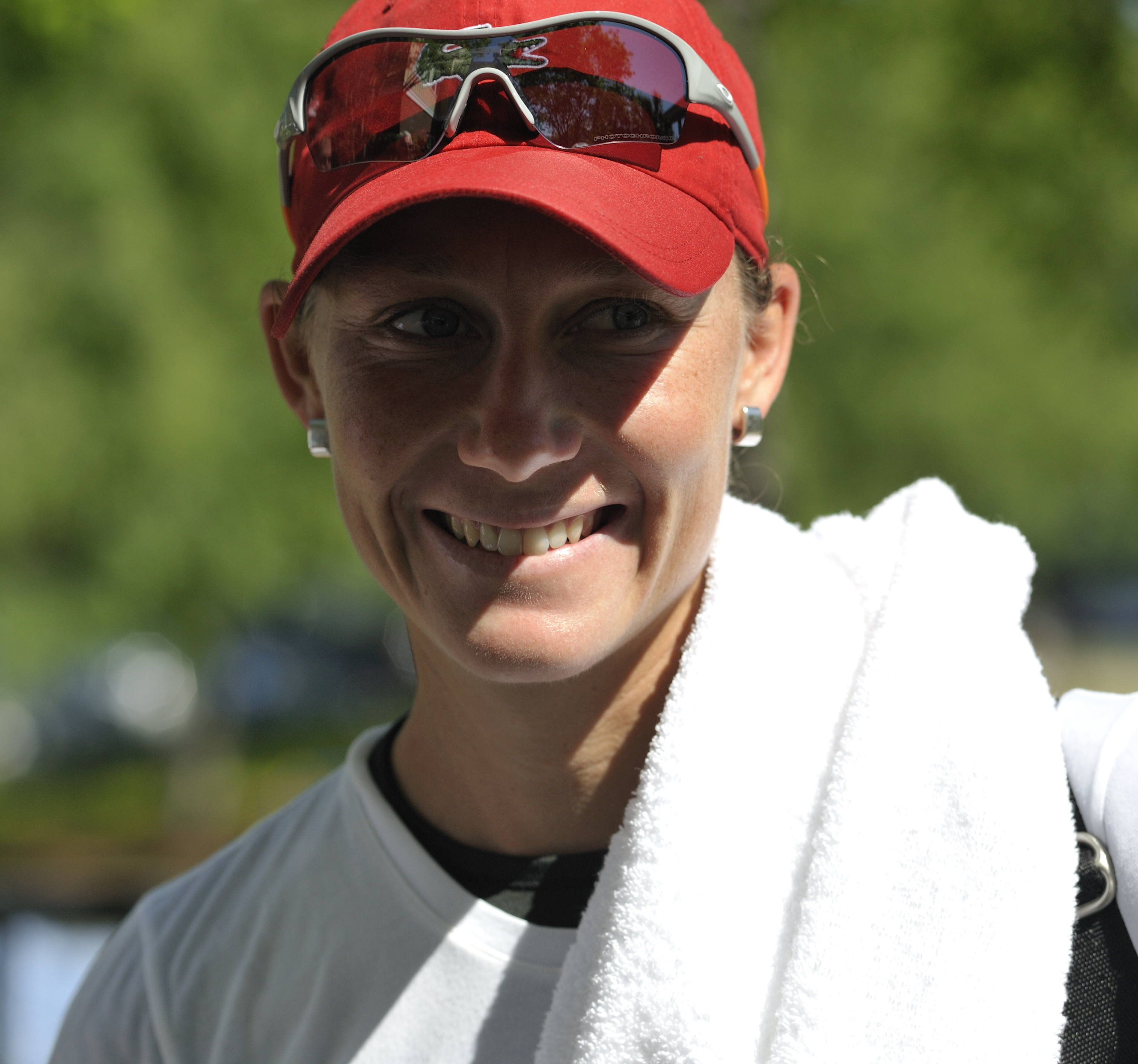
Samantha Stosur è la vincitrice dell'US Open

## Calendario
Questo è il calendario completo degli eventi del 2011, con i risultati in progressione dai quarti di finale.
Legenda
| Grande Slam           |
| Torneo di fine anno   |
| WTA Premier Mandatory |
| WTA Premier 5         |
| WTA Premier           |
| WTA International     |
| Torneo a squadre      |

### Gennaio
| Settimana             | Torneo | Campionesse                                                      | Finaliste                                                  | Semifinaliste                                      | Eliminate ai quarti                                                        |
| --------------------- | --- | ---------------------------------------------------------------- | ---------------------------------------------------------- | -------------------------------------------------- | -------------------------------------------------------------------------- |
| 3 gennaio             | Hopman Cup 2011 Perth, Australia Hopman Cup AU$1 000 – Cemento indoor – 8 teams (RR)                                                                            | Stati Uniti 2-1                                                  | Belgio                                                     | Round Robin (Gruppo A) Serbia Australia Kazakistan | Round Robin (Gruppo B) Regno Unito Italia Francia                          |
| 3 gennaio             | Brisbane International 2011 Brisbane, Australia WTA International $220 000 - Cemento - 32S/32Q/16D Singolare - Doppio                                           | Petra Kvitová 6-1, 6-3                                           | Andrea Petković                                            | Marion Bartoli Anastasija Pavljučenkova            | Jarmila Groth Barbora Záhlavová-Strýcová Dominika Cibulková Lucie Šafářová |
| 3 gennaio             | Brisbane International 2011 Brisbane, Australia WTA International $220 000 - Cemento - 32S/32Q/16D Singolare - Doppio                                           | Alisa Klejbanova Anastasija Pavljučenkova 6-3, 7-5               | Klaudia Jans-Ignacik Alicja Rosolska                       | Marion Bartoli Anastasija Pavljučenkova            | Jarmila Groth Barbora Záhlavová-Strýcová Dominika Cibulková Lucie Šafářová |
| 3 gennaio             | ASB Classic 2011 Auckland, Nuova Zelanda WTA International $220 000 - Cemento - 32S/32Q/16D Singolare - Doppio                                                  | Gréta Arn 6-3, 6-3                                               | Yanina Wickmayer                                           | Julia Görges Peng Shuai                            | Marija Šarapova Kateryna Bondarenko Heather Watson Simona Halep            |
| 3 gennaio             | ASB Classic 2011 Auckland, Nuova Zelanda WTA International $220 000 - Cemento - 32S/32Q/16D Singolare - Doppio                                                  | Květa Peschke Katarina Srebotnik 6-3, 6-0                        | Sofia Arvidsson Marina Eraković                            | Julia Görges Peng Shuai                            | Marija Šarapova Kateryna Bondarenko Heather Watson Simona Halep            |
| 10 gennaio            | Medibank International Sydney 2011 Sydney, Australia WTA Premier $618 000 - Cemento - 30S/48Q/16D Singolare - Doppio                                            | Li Na 7–6(3), 6–3                                                | Kim Clijsters                                              | Alisa Klejbanova Bojana Jovanovski                 | Dominika Cibulková Viktoryja Azaranka Svetlana Kuznecova Flavia Pennetta   |
| 10 gennaio            | Medibank International Sydney 2011 Sydney, Australia WTA Premier $618 000 - Cemento - 30S/48Q/16D Singolare - Doppio                                            | Iveta Benešová Barbora Záhlavová-Strýcová 4–6, 6–4, [10–7]       | Květa Peschke Katarina Srebotnik                           | Alisa Klejbanova Bojana Jovanovski                 | Dominika Cibulková Viktoryja Azaranka Svetlana Kuznecova Flavia Pennetta   |
| 10 gennaio            | Moorilla Hobart International 2011 Hobart, Australia WTA International $220 000 - Cemento - 32S/32Q/16D Singolare - Doppio                                      | Jarmila Groth 6–4, 6–3                                           | Bethanie Mattek-Sands                                      | Klára Zakopalová Peng Shuai                        | Marion Bartoli Roberta Vinci Sara Errani Angelique Kerber                  |
| 10 gennaio            | Moorilla Hobart International 2011 Hobart, Australia WTA International $220 000 - Cemento - 32S/32Q/16D Singolare - Doppio                                      | Sara Errani Roberta Vinci 6–3, 7–5                               | Kateryna Bondarenko Līga Dekmeijere                        | Klára Zakopalová Peng Shuai                        | Marion Bartoli Roberta Vinci Sara Errani Angelique Kerber                  |
| 17 gennaio 24 gennaio | Australian Open 2011 Melbourne, Australia Grande Slam A$23,140 000 - Cemento - 128S/96Q/64D/32X Singolare - Doppio - Doppio misto                               | Kim Clijsters 3–6, 6–3, 6–3                                      | Li Na                                                      | Caroline Wozniacki Vera Zvonarëva                  | Francesca Schiavone Andrea Petković Agnieszka Radwańska Petra Kvitová      |
| 17 gennaio 24 gennaio | Australian Open 2011 Melbourne, Australia Grande Slam A$23,140 000 - Cemento - 128S/96Q/64D/32X Singolare - Doppio - Doppio misto                               | Gisela Dulko Flavia Pennetta 2–6, 7–5, 6–1                       | Viktoryja Azaranka Marija Kirilenko                        | Caroline Wozniacki Vera Zvonarëva                  | Francesca Schiavone Andrea Petković Agnieszka Radwańska Petra Kvitová      |
| 17 gennaio 24 gennaio | Australian Open 2011 Melbourne, Australia Grande Slam A$23,140 000 - Cemento - 128S/96Q/64D/32X Singolare - Doppio - Doppio misto                               | Doppio misto: Katarina Srebotnik Daniel Nestor 6–3, 3–6, [10–7]  | Chan Yung-Jan Paul Hanley                                  | Caroline Wozniacki Vera Zvonarëva                  | Francesca Schiavone Andrea Petković Agnieszka Radwańska Petra Kvitová      |
| 31 gennaio            | Fed Cup 2011 - Quarti di finale Hobart, Australia, Cemento Mosca, Russia, Cemento indoor Bratislava, Slovacchia, Cemento indoor Anversa, Belgio, Cemento indoor | Vincenti 1º turno Italia 4–1 Russia 3–2 Rep. Ceca 3–2 Belgio 4–1 | Perdenti 1º turno Australia Francia Slovacchia Stati Uniti |                                                    |                                                                            |

### Febbraio
| Settimana   | Torneo | Campionesse                                                   | Finaliste                                     | Semifinaliste                           | Eliminate ai quarti                                                  |
| ----------- | --- | ------------------------------------------------------------- | --------------------------------------------- | --------------------------------------- | -------------------------------------------------------------------- |
| 7 febbraio  | Open GDF Suez 2011 Parigi, Francia WTA Premier $618 000 - Cemento indoor - 30S/32Q/16D Singolare - Doppio                      | Petra Kvitová 6–4, 6–3                                        | Kim Clijsters                                 | Kaia Kanepi Bethanie Mattek-Sands       | Jelena Dokić Dominika Cibulková Yanina Wickmayer Andrea Petković     |
| 7 febbraio  | Open GDF Suez 2011 Parigi, Francia WTA Premier $618 000 - Cemento indoor - 30S/32Q/16D Singolare - Doppio                      | Bethanie Mattek-Sands Meghann Shaughnessy 6–4, 6–2            | Vera Duševina Ekaterina Makarova              | Kaia Kanepi Bethanie Mattek-Sands       | Jelena Dokić Dominika Cibulková Yanina Wickmayer Andrea Petković     |
| 7 febbraio  | PTT Pattaya Open 2011 Pattaya, Thailandia WTA International $220 000 - Cemento - 32S/16Q/16D Singolare - Doppio                | Daniela Hantuchová 6–0, 6–2                                   | Sara Errani                                   | Vera Zvonarëva Roberta Vinci            | Peng Shuai Akgul Amanmuradova Galina Voskoboeva Ana Ivanović         |
| 7 febbraio  | PTT Pattaya Open 2011 Pattaya, Thailandia WTA International $220 000 - Cemento - 32S/16Q/16D Singolare - Doppio                | Sara Errani Roberta Vinci 3–6, 6–3, 10–5                      | Sun Shengnan Zheng Jie                        | Vera Zvonarëva Roberta Vinci            | Peng Shuai Akgul Amanmuradova Galina Voskoboeva Ana Ivanović         |
| 14 febbraio | Dubai Tennis Championships 2011 Dubai, Emirati Arabi Uniti WTA Premier 5 $2 050 000 - Cemento - 56S/32Q/28D Singolare - Doppio | Caroline Wozniacki 6–1, 6–3                                   | Svetlana Kuznecova                            | Jelena Janković Flavia Pennetta         | Shahar Peer Samantha Stosur Agnieszka Radwańska Alisa Klejbanova     |
| 14 febbraio | Dubai Tennis Championships 2011 Dubai, Emirati Arabi Uniti WTA Premier 5 $2 050 000 - Cemento - 56S/32Q/28D Singolare - Doppio | Liezel Huber María José Martínez Sánchez 7–6(5), 6–3          | Květa Peschke Katarina Srebotnik              | Jelena Janković Flavia Pennetta         | Shahar Peer Samantha Stosur Agnieszka Radwańska Alisa Klejbanova     |
| 14 febbraio | Cellular South Cup 2011 Memphis, Stati Uniti WTA International $220 000 - Cemento indoor - 32S/16Q/16D Singolare - Doppio      | Magdaléna Rybáriková 6–2, ret.                                | Rebecca Marino                                | Lucie Hradecká Evgenija Rodina          | Alexa Glatch Ksenija Pervak Heather Watson Coco Vandeweghe           |
| 14 febbraio | Cellular South Cup 2011 Memphis, Stati Uniti WTA International $220 000 - Cemento indoor - 32S/16Q/16D Singolare - Doppio      | Ol'ga Govorcova Alla Kudrjavceva 6–3, 4–6, 10–8               | Andrea Hlaváčková Lucie Hradecká              | Lucie Hradecká Evgenija Rodina          | Alexa Glatch Ksenija Pervak Heather Watson Coco Vandeweghe           |
| 14 febbraio | Copa Sony Ericsson Colsanitas 2011 Bogotà, Colombia WTA International $220 000 - Terra rossa - 32S/32Q/16D Singolare - Doppio  | Lourdes Domínguez Lino 2–6, 6–3, 6–2                          | Mathilde Johansson                            | Carla Suárez Navarro Petra Martić       | Han Xinyun Catalina Castaño Beatriz García Vidagany Laura Pous Tió   |
| 14 febbraio | Copa Sony Ericsson Colsanitas 2011 Bogotà, Colombia WTA International $220 000 - Terra rossa - 32S/32Q/16D Singolare - Doppio  | Edina Gallovits Anabel Medina Garrigues 2–6, 7–6(6), 11–9     | Sharon Fichman Laura Pous Tió                 | Carla Suárez Navarro Petra Martić       | Han Xinyun Catalina Castaño Beatriz García Vidagany Laura Pous Tió   |
| 21 febbraio | Qatar Ladies Open 2011 Doha, Qatar WTA Premier $721 000 - Cemento - 28S/32Q/16D Singolare - Doppio                             | Vera Zvonarëva 6–4, 6–4                                       | Caroline Wozniacki                            | Marion Bartoli Jelena Janković          | Flavia Pennetta Peng Shuai Klára Zakopalová Daniela Hantuchová       |
| 21 febbraio | Qatar Ladies Open 2011 Doha, Qatar WTA Premier $721 000 - Cemento - 28S/32Q/16D Singolare - Doppio                             | Květa Peschke Katarina Srebotnik 7–5, 6(2)–7, [10–8]          | Liezel Huber Nadia Petrova                    | Marion Bartoli Jelena Janković          | Flavia Pennetta Peng Shuai Klára Zakopalová Daniela Hantuchová       |
| 21 febbraio | Abierto Mexicano de Tenis 2011 Acapulco, Messico WTA International $220 000 - Terra rossa - 32S/32Q/16D Singolare - Doppio     | Gisela Dulko 6–3, 7–6(5)                                      | Arantxa Parra Santonja                        | Anabel Medina Garrigues Johanna Larsson | Carla Suárez Navarro Laura Pous Tió Gréta Arn Lourdes Domínguez Lino |
| 21 febbraio | Abierto Mexicano de Tenis 2011 Acapulco, Messico WTA International $220 000 - Terra rossa - 32S/32Q/16D Singolare - Doppio     | Marija Korytceva Ioana Raluca Olaru 3–6, 6–1, [10–4]          | Lourdes Domínguez Lino Arantxa Parra Santonja | Anabel Medina Garrigues Johanna Larsson | Carla Suárez Navarro Laura Pous Tió Gréta Arn Lourdes Domínguez Lino |
| 28 febbraio | Monterrey Open 2011 Monterrey, Messico WTA International $220 000 - Cemento - 32S/32Q/16D Singolare - Doppio                   | Anastasija Pavljučenkova 2–6, 6–2, 6–3                        | Jelena Janković                               | Polona Hercog Gisela Dulko              | Anastasija Sevastova Ol'ga Govorcova Ksenija Pervak Gréta Arn        |
| 28 febbraio | Monterrey Open 2011 Monterrey, Messico WTA International $220 000 - Cemento - 32S/32Q/16D Singolare - Doppio                   | Iveta Benešová Barbora Záhlavová-Strýcová 6(8)–7, 6–2, [10–6] | Anna-Lena Grönefeld Vania King                | Polona Hercog Gisela Dulko              | Anastasija Sevastova Ol'ga Govorcova Ksenija Pervak Gréta Arn        |
| 28 febbraio | BMW Malaysian Open 2011 Kuala Lumpur, Malaysia WTA International $220 000 - Cemento indoor - 32S/32Q/16D Singolare - Doppio    | Jelena Dokić 2–6, 7–6(9), 6–4                                 | Lucie Šafářová                                | Michaëlla Krajicek Jarmila Groth        | Bojana Jovanovski Anne Kremer Ayumi Morita Marion Bartoli            |
| 28 febbraio | BMW Malaysian Open 2011 Kuala Lumpur, Malaysia WTA International $220 000 - Cemento indoor - 32S/32Q/16D Singolare - Doppio    | Dinara Safina Galina Voskoboeva 7–5, 2–6, [10–5]              | Noppawan Lertcheewakarn Jessica Moore         | Michaëlla Krajicek Jarmila Groth        | Bojana Jovanovski Anne Kremer Ayumi Morita Marion Bartoli            |

### Marzo
| Settimana         | Torneo | Campionesse                                                | Finaliste                                 | Semifinaliste                    | Eliminate ai quarti                                                  |
| ----------------- | --- | ---------------------------------------------------------- | ----------------------------------------- | -------------------------------- | -------------------------------------------------------------------- |
| 7 marzo 14 marzo  | Indian Wells Open 2011 Indian Wells, Stati Uniti WTA Premier Mandatory $4 500 000 - Cemento - 96S/48Q/32D Singolare - Doppio | Caroline Wozniacki 6–1, 2–6, 6–3                           | Marion Bartoli                            | Marija Šarapova Yanina Wickmayer | Viktoryja Azaranka Peng Shuai Shahar Peer Ana Ivanović               |
| 7 marzo 14 marzo  | Indian Wells Open 2011 Indian Wells, Stati Uniti WTA Premier Mandatory $4 500 000 - Cemento - 96S/48Q/32D Singolare - Doppio | Sania Mirza Elena Vesnina 6–0, 7–5                         | Bethanie Mattek-Sands Meghann Shaughnessy | Marija Šarapova Yanina Wickmayer | Viktoryja Azaranka Peng Shuai Shahar Peer Ana Ivanović               |
| 21 marzo 28 marzo | Sony Ericsson Open 2011 Miami, Stati Uniti WTA Premier Mandatory $4 500 000 - Cemento - 96S/48Q/32D Singolare - Doppio       | Viktoryja Azaranka 6–1, 6–4                                | Marija Šarapova                           | Andrea Petković Vera Zvonarëva   | Jelena Janković Alexandra Dulgheru Agnieszka Radwańska Kim Clijsters |
| 21 marzo 28 marzo | Sony Ericsson Open 2011 Miami, Stati Uniti WTA Premier Mandatory $4 500 000 - Cemento - 96S/48Q/32D Singolare - Doppio       | Daniela Hantuchová Agnieszka Radwańska 7–6(5), 2–6, [10–8] | Liezel Huber Nadia Petrova                | Andrea Petković Vera Zvonarëva   | Jelena Janković Alexandra Dulgheru Agnieszka Radwańska Kim Clijsters |

### Aprile
| Settimana | Torneo | Campionesse                                                    | Finaliste                           | Semifinaliste                       | Eliminate ai quarti                                                        |
| --------- | --- | -------------------------------------------------------------- | ----------------------------------- | ----------------------------------- | -------------------------------------------------------------------------- |
| 4 aprile  | Family Circle Cup 2011 Charleston, Stati Uniti WTA Premier $721 000 - Terra verde - 56S/32Q/16D Singolare - Doppio                   | Caroline Wozniacki 6–2, 6–3                                    | Elena Vesnina                       | Jelena Janković Peng Shuai          | Yanina Wickmayer Christina McHale Sania Mirza Julia Görges                 |
| 4 aprile  | Family Circle Cup 2011 Charleston, Stati Uniti WTA Premier $721 000 - Terra verde - 56S/32Q/16D Singolare - Doppio                   | Bethanie Mattek-Sands Meghann Shaughnessy 6–4, 6–4             | Sania Mirza Elena Vesnina           | Jelena Janković Peng Shuai          | Yanina Wickmayer Christina McHale Sania Mirza Julia Görges                 |
| 4 aprile  | Andalucia Tennis Experience 2011 Marbella, Spagna WTA International $220 000 - Terra rossa - 32S/32Q/16D Singolare - Doppio          | Viktoryja Azaranka 6–3, 6–2                                    | Irina-Camelia Begu                  | Sara Errani Svetlana Kuznecova      | Dinara Safina Alexandra Dulgheru Klára Zakopalová Lara Arruabarrena-Vecino |
| 4 aprile  | Andalucia Tennis Experience 2011 Marbella, Spagna WTA International $220 000 - Terra rossa - 32S/32Q/16D Singolare - Doppio          | Nuria Llagostera Vives Arantxa Parra Santonja 3–6, 6–4, [10–5] | Sara Errani Roberta Vinci           | Sara Errani Svetlana Kuznecova      | Dinara Safina Alexandra Dulgheru Klára Zakopalová Lara Arruabarrena-Vecino |
| 11 aprile | Semifinali Fed Cup Mosca, Russia, Cemento indoor Charleroi, Belgio, Cemento indoor                                                   | Vincitori semifinali Russia 5–0 Rep. Ceca 3–2                  | Perdenti semifinali Italia Belgio   |                                     |                                                                            |
| 18 aprile | Porsche Tennis Grand Prix 2011 Stoccarda, Germania WTA Premier $721 000 - Terra rossa indoor - 28S/32Q/16D Singolare - Doppio        | Julia Görges 7–6(3), 6-3                                       | Caroline Wozniacki                  | Agnieszka Radwańska Samantha Stosur | Andrea Petković Kristina Barrois Sabine Lisicki Vera Zvonarëva             |
| 18 aprile | Porsche Tennis Grand Prix 2011 Stoccarda, Germania WTA Premier $721 000 - Terra rossa indoor - 28S/32Q/16D Singolare - Doppio        | Sabine Lisicki Samantha Stosur 6-1, 7–6(5)                     | Kristina Barrois Jasmin Wöhr        | Agnieszka Radwańska Samantha Stosur | Andrea Petković Kristina Barrois Sabine Lisicki Vera Zvonarëva             |
| 18 aprile | Grand Prix SAR La Princesse Lalla Meryem 2011 Fès, Marocco WTA International $220 000 - Terra rossa - 32S/32Q/16D Singolare - Doppio | Alberta Brianti 6-4, 6-3                                       | Simona Halep                        | Kirsten Flipkens Dinara Safina      | Nadia Lalami Gréta Arn Melanie Oudin Anastasija Pivovarova                 |
| 18 aprile | Grand Prix SAR La Princesse Lalla Meryem 2011 Fès, Marocco WTA International $220 000 - Terra rossa - 32S/32Q/16D Singolare - Doppio | Andrea Hlaváčková Renata Voráčová 6-3, 6-4                     | Nina Bratčikova Sandra Klemenschits | Kirsten Flipkens Dinara Safina      | Nadia Lalami Gréta Arn Melanie Oudin Anastasija Pivovarova                 |
| 25 aprile | Barcelona Ladies Open 2011 Barcellona, Spagna WTA International $220 000 - Terra rossa - 32S/16Q/16D Singolare - Doppio              | Roberta Vinci 4-6, 6-2, 6-2                                    | Lucie Hradecká                      | Laura Pous Tió Sara Errani          | Virginie Razzano Polona Hercog Alberta Brianti Estrella Cabeza Candela     |
| 25 aprile | Barcelona Ladies Open 2011 Barcellona, Spagna WTA International $220 000 - Terra rossa - 32S/16Q/16D Singolare - Doppio              | Iveta Benešová Barbora Záhlavová-Strýcová 5–7, 6–4, [11–9]     | Natalie Grandin Vladimíra Uhlířová  | Laura Pous Tió Sara Errani          | Virginie Razzano Polona Hercog Alberta Brianti Estrella Cabeza Candela     |
| 25 aprile | Estoril Open 2011 Estoril, Portogallo WTA International $220 000 - Terra rossa - 32S/32Q/16D Singolare - Doppio                      | Anabel Medina Garrigues 6-1, 6-2                               | Kristina Barrois                    | Johanna Larsson Monica Niculescu    | Alisa Klejbanova Alla Kudrjavceva Klára Zakopalová Jarmila Gajdošová       |
| 25 aprile | Estoril Open 2011 Estoril, Portogallo WTA International $220 000 - Terra rossa - 32S/32Q/16D Singolare - Doppio                      | Alisa Klejbanova Galina Voskoboeva 6-4, 6-2                    | Eléni Daniilídou Michaëlla Krajicek | Johanna Larsson Monica Niculescu    | Alisa Klejbanova Alla Kudrjavceva Klára Zakopalová Jarmila Gajdošová       |

### Maggio
| Settimana           | Torneo | Campionesse                                          | Finaliste                            | Semifinaliste                              | Eliminate ai quarti                                                              |
| ------------------- | --- | ---------------------------------------------------- | ------------------------------------ | ------------------------------------------ | -------------------------------------------------------------------------------- |
| 2 maggio            | Mutua Madrileña Madrid Open 2011 Madrid, Spagna WTA Premier Mandatory $4 500 000 - Terra rossa - 64S/32Q/28D Singolare - Doppio | Petra Kvitová 7–6(3), 6-4                            | Viktoryja Azaranka                   | Li Na Julia Görges                         | Dominika Cibulková Bethanie Mattek-Sands Lucie Šafářová Anastasija Pavljučenkova |
| 2 maggio            | Mutua Madrileña Madrid Open 2011 Madrid, Spagna WTA Premier Mandatory $4 500 000 - Terra rossa - 64S/32Q/28D Singolare - Doppio | Viktoryja Azaranka Marija Kirilenko 6-4 6-3          | Květa Peschke Katarina Srebotnik     | Li Na Julia Görges                         | Dominika Cibulková Bethanie Mattek-Sands Lucie Šafářová Anastasija Pavljučenkova |
| 9 maggio            | Internazionali d'Italia 2011 Roma, Italia WTA Premier 5 $2 050 000 - Terra rossa - 56S/32Q/28D Singolare - Doppio               | Marija Šarapova 6-2, 6-4                             | Samantha Stosur                      | Caroline Wozniacki Li Na                   | Jelena Janković Viktoryja Azaranka Gréta Arn Francesca Schiavone                 |
| 9 maggio            | Internazionali d'Italia 2011 Roma, Italia WTA Premier 5 $2 050 000 - Terra rossa - 56S/32Q/28D Singolare - Doppio               | Peng Shuai Zheng Jie 6-2, 6-3                        | Vania King Jaroslava Švedova         | Caroline Wozniacki Li Na                   | Jelena Janković Viktoryja Azaranka Gréta Arn Francesca Schiavone                 |
| 16 maggio           | Brussels Open 2011 Bruxelles, Belgio WTA Premier $618 000 - Terra rossa - 30S/32Q/16D Singolare - Doppio                        | Caroline Wozniacki 2-6, 6-3, 6-3                     | Peng Shuai                           | Francesca Schiavone Vera Zvonarëva         | Yanina Wickmayer Ayumi Morita Sofia Arvidsson Alexandra Dulgheru                 |
| 16 maggio           | Brussels Open 2011 Bruxelles, Belgio WTA Premier $618 000 - Terra rossa - 30S/32Q/16D Singolare - Doppio                        | Andrea Hlaváčková Galina Voskoboeva 3–6, 6–0, [10–5] | Klaudia Jans-Ignacik Alicja Rosolska | Francesca Schiavone Vera Zvonarëva         | Yanina Wickmayer Ayumi Morita Sofia Arvidsson Alexandra Dulgheru                 |
| 16 maggio           | Internationaux de Strasbourg 2011 Strasburgo, Francia WTA International $220 000 - Terra rossa - 32S/32Q/16D Singolare - Doppio | Andrea Petković 6–4, 1–0 rit                         | Marion Bartoli                       | Anabel Medina Garrigues Daniela Hantuchová | Lucie Hradecká Mirjana Lučić Nadia Petrova Marija Kirilenko                      |
| 16 maggio           | Internationaux de Strasbourg 2011 Strasburgo, Francia WTA International $220 000 - Terra rossa - 32S/32Q/16D Singolare - Doppio | Akgul Amanmuradova Chuang Chia-jung 6–4, 5–7, [10–2] | Natalie Grandin Vladimíra Uhlířová   | Anabel Medina Garrigues Daniela Hantuchová | Lucie Hradecká Mirjana Lučić Nadia Petrova Marija Kirilenko                      |
| 23 maggio 30 maggio | Open di Francia 2011 Parigi, Francia Grande Slam €17 226 040 - Terra rossa - 128S/96Q/64D/32X Singolare - Doppio - Misto        | Li Na 6-4, 7-6(0)                                    | Francesca Schiavone                  | Marija Šarapova Marion Bartoli             | Viktoryja Azaranka Anastasija Pavljučenkova Andrea Petković Svetlana Kuznecova   |
| 23 maggio 30 maggio | Open di Francia 2011 Parigi, Francia Grande Slam €17 226 040 - Terra rossa - 128S/96Q/64D/32X Singolare - Doppio - Misto        | Andrea Hlaváčková Lucie Hradecká 6-4, 6-3            | Sania Mirza Elena Vesnina            | Marija Šarapova Marion Bartoli             | Viktoryja Azaranka Anastasija Pavljučenkova Andrea Petković Svetlana Kuznecova   |
| 23 maggio 30 maggio | Open di Francia 2011 Parigi, Francia Grande Slam €17 226 040 - Terra rossa - 128S/96Q/64D/32X Singolare - Doppio - Misto        | Casey Dellacqua Scott Lipsky 7–6(6), 4-6, [10-7]     | Katarina Srebotnik Nenad Zimonjić    | Marija Šarapova Marion Bartoli             | Viktoryja Azaranka Anastasija Pavljučenkova Andrea Petković Svetlana Kuznecova   |

### Giugno
| Settimana           | Torneo | Campionesse                                                  | Finaliste                           | Semifinaliste                      | Eliminate ai quarti                                                   |
| ------------------- | --- | ------------------------------------------------------------ | ----------------------------------- | ---------------------------------- | --------------------------------------------------------------------- |
| 6 giugno            | AEGON Classic 2011 Birmingham, Regno Unito WTA International $220 000 - Erba - 56S/32Q/16D Singolare - Doppio             | Sabine Lisicki 6-3, 6-2                                      | Daniela Hantuchová                  | Peng Shuai Ana Ivanović            | Magdaléna Rybáriková Marina Eraković Alison Riske Mirjana Lučić       |
| 6 giugno            | AEGON Classic 2011 Birmingham, Regno Unito WTA International $220 000 - Erba - 56S/32Q/16D Singolare - Doppio             | Ol'ga Govorcova Alla Kudrjavceva 1–6, 6–1, [10–5]            | Sara Errani Roberta Vinci           | Peng Shuai Ana Ivanović            | Magdaléna Rybáriková Marina Eraković Alison Riske Mirjana Lučić       |
| 6 giugno            | Danish Open 2011 Copenaghen, Danimarca WTA International $220 000 - Cemento - 32S/32Q/16D Singolare - Doppio              | Caroline Wozniacki 6–1, 6–4                                  | Lucie Šafářová                      | Mona Barthel Petra Martić          | Alberta Brianti Bethanie Mattek-Sands Zhang Shuai Al'ona Bondarenko   |
| 6 giugno            | Danish Open 2011 Copenaghen, Danimarca WTA International $220 000 - Cemento - 32S/32Q/16D Singolare - Doppio              | Johanna Larsson Jasmin Wöhr 6–3, 6–3                         | Kristina Mladenovic Katarzyna Piter | Mona Barthel Petra Martić          | Alberta Brianti Bethanie Mattek-Sands Zhang Shuai Al'ona Bondarenko   |
| 13 giugno           | AEGON International 2011 Eastbourne, Regno Unito WTA Premier $618 000 - Erba - 32S/32Q/16D Singolare - Doppio             | Marion Bartoli 6–1, 4–6, 7–5                                 | Petra Kvitová                       | Samantha Stosur Daniela Hantuchová | Vera Zvonarëva Viktoryja Azaranka Agnieszka Radwańska Venus Williams  |
| 13 giugno           | AEGON International 2011 Eastbourne, Regno Unito WTA Premier $618 000 - Erba - 32S/32Q/16D Singolare - Doppio             | Květa Peschke Katarina Srebotnik 6-3, 6-0                    | Liezel Huber Lisa Raymond           | Samantha Stosur Daniela Hantuchová | Vera Zvonarëva Viktoryja Azaranka Agnieszka Radwańska Venus Williams  |
| 13 giugno           | UNICEF Open 2011 's-Hertogenbosch, Paesi Bassi WTA International $220 000 - Erba - 32S/16Q/16D Singolare - Doppio         | Roberta Vinci 6(7)–7, 6–3, 7–5                               | Jelena Dokić                        | Romina Oprandi Dominika Cibulková  | Kimiko Date Krumm Johanna Larsson Yanina Wickmayer Svetlana Kuznecova |
| 13 giugno           | UNICEF Open 2011 's-Hertogenbosch, Paesi Bassi WTA International $220 000 - Erba - 32S/16Q/16D Singolare - Doppio         | Barbora Záhlavová-Strýcová Klára Zakopalová 1–6, 6–4, [10–7] | Dominika Cibulková Flavia Pennetta  | Romina Oprandi Dominika Cibulková  | Kimiko Date Krumm Johanna Larsson Yanina Wickmayer Svetlana Kuznecova |
| 20 giugno 27 giugno | Torneo di Wimbledon 2011 Londra, Regno Unito Grande Slam £13,725 000 - Erba - 128S/96Q/64D/48X Singolare - Doppio - Misto | Petra Kvitová 6-3 6-4                                        | Marija Šarapova                     | Sabine Lisicki Viktoryja Azaranka  | Dominika Cibulková Marion Bartoli Tamira Paszek Cvetana Pironkova     |
| 20 giugno 27 giugno | Torneo di Wimbledon 2011 Londra, Regno Unito Grande Slam £13,725 000 - Erba - 128S/96Q/64D/48X Singolare - Doppio - Misto | Květa Peschke Katarina Srebotnik 6-3, 6-1                    | Sabine Lisicki Samantha Stosur      | Sabine Lisicki Viktoryja Azaranka  | Dominika Cibulková Marion Bartoli Tamira Paszek Cvetana Pironkova     |
| 20 giugno 27 giugno | Torneo di Wimbledon 2011 Londra, Regno Unito Grande Slam £13,725 000 - Erba - 128S/96Q/64D/48X Singolare - Doppio - Misto | Jürgen Melzer Iveta Benešová 6–3, 6–2                        | Mahesh Bhupathi Elena Vesnina       | Sabine Lisicki Viktoryja Azaranka  | Dominika Cibulková Marion Bartoli Tamira Paszek Cvetana Pironkova     |

### Luglio
| Settimana | Torneo | Campionesse                                                 | Finaliste                                     | Semifinaliste                              | Eliminate ai quarti                                                             |
| --------- | --- | ----------------------------------------------------------- | --------------------------------------------- | ------------------------------------------ | ------------------------------------------------------------------------------- |
| 4 luglio  | Poli-Farbe Budapest Grand Prix 2011 Budapest, Ungheria WTA International $220 000 - Terra rossa - 32S/32Q/16D Singolare - Doppio   | Roberta Vinci 6-4, 1-6, 6-4                                 | Irina-Camelia Begu                            | Klára Zakopalová Anabel Medina Garrigues   | Zuzana Kučová Kateryna Bondarenko Estrella Cabeza Candela Sara Errani           |
| 4 luglio  | Poli-Farbe Budapest Grand Prix 2011 Budapest, Ungheria WTA International $220 000 - Terra rossa - 32S/32Q/16D Singolare - Doppio   | Anabel Medina Garrigues Alicja Rosolska 6-2, 6-2            | Natalie Grandin Vladimíra Uhlířová            | Klára Zakopalová Anabel Medina Garrigues   | Zuzana Kučová Kateryna Bondarenko Estrella Cabeza Candela Sara Errani           |
| 4 luglio  | Swedish Open 2011 Båstad, Svezia WTA International $220 000 - Terra rossa - 32S/32Q/16D Singolare - Doppio                         | Polona Hercog 6-4, 7-5                                      | Johanna Larsson                               | Sofia Arvidsson Barbora Záhlavová-Strýcová | María José Martínez Sánchez Lourdes Domínguez Lino Vesna Dolonc Flavia Pennetta |
| 4 luglio  | Swedish Open 2011 Båstad, Svezia WTA International $220 000 - Terra rossa - 32S/32Q/16D Singolare - Doppio                         | María José Martínez Sánchez Lourdes Domínguez Lino 6-3, 6-3 | Nuria Llagostera Vives Arantxa Parra Santonja | Sofia Arvidsson Barbora Záhlavová-Strýcová | María José Martínez Sánchez Lourdes Domínguez Lino Vesna Dolonc Flavia Pennetta |
| 11 luglio | Internazionali Femminili di Palermo 2011 Palermo, Italia WTA International $220 000 - Terra rossa - 32S/32Q/16D Singolare - Doppio | Anabel Medina Garrigues 6-3, 6-2                            | Polona Hercog                                 | Flavia Pennetta Petra Cetkovská            | Cvetana Pironkova Klára Zakopalová Sara Errani Irina-Camelia Begu               |
| 11 luglio | Internazionali Femminili di Palermo 2011 Palermo, Italia WTA International $220 000 - Terra rossa - 32S/32Q/16D Singolare - Doppio | Sara Errani Roberta Vinci 7-5, 6-1                          | Andrea Hlaváčková Klára Zakopalová            | Flavia Pennetta Petra Cetkovská            | Cvetana Pironkova Klára Zakopalová Sara Errani Irina-Camelia Begu               |
| 11 luglio | Gastein Ladies 2011 Bad Gastein, Austria WTA International $220 000 - Terra rossa - 32S/32Q/16D Singolare - Doppio                 | María José Martínez Sánchez 6-0, 7-5                        | Patricia Mayr-Achleitner                      | Ksenija Pervak Kateryna Bondarenko         | Dia Evtimova Yvonne Meusburger Laura Pous Tió Carla Suárez Navarro              |
| 11 luglio | Gastein Ladies 2011 Bad Gastein, Austria WTA International $220 000 - Terra rossa - 32S/32Q/16D Singolare - Doppio                 | Eva Birnerová Lucie Hradecká 4-6, 6-2, [12-10]              | Jarmila Gajdošová Julia Görges                | Ksenija Pervak Kateryna Bondarenko         | Dia Evtimova Yvonne Meusburger Laura Pous Tió Carla Suárez Navarro              |
| 18 luglio | Baku Cup 2011 Baku, Azerbaigian WTA International $220 000 - Cemento - 32S/32Q/16D Singolare - Doppio                              | Vera Zvonarëva 6-1, 6-4                                     | Ksenija Pervak                                | Marija Korytceva Galina Voskoboeva         | Anna Tatišvili Kateryna Bondarenko Aravane Rezaï Anastasija Pavljučenkova       |
| 18 luglio | Baku Cup 2011 Baku, Azerbaigian WTA International $220 000 - Cemento - 32S/32Q/16D Singolare - Doppio                              | Marija Korytceva Tat'jana Puček 6-3, 2-6, [10-8]            | Monica Niculescu Galina Voskoboeva            | Marija Korytceva Galina Voskoboeva         | Anna Tatišvili Kateryna Bondarenko Aravane Rezaï Anastasija Pavljučenkova       |
| 25 luglio | Bank of the West Classic 2011 Stanford, Stati Uniti WTA Premier $721 000 - Cemento - 28S/32Q/16D Singolare - Doppio                | Serena Williams 7–5, 6–1                                    | Marion Bartoli                                | Dominika Cibulková Sabine Lisicki          | Marina Eraković Ayumi Morita Agnieszka Radwańska Marija Šarapova                |
| 25 luglio | Bank of the West Classic 2011 Stanford, Stati Uniti WTA Premier $721 000 - Cemento - 28S/32Q/16D Singolare - Doppio                | Viktoryja Azaranka Marija Kirilenko 6–1, 6–3                | Liezel Huber Lisa Raymond                     | Dominika Cibulková Sabine Lisicki          | Marina Eraković Ayumi Morita Agnieszka Radwańska Marija Šarapova                |
| 25 luglio | Washington Open WTA 2011 Washington, Stati Uniti WTA International $220 000 - Cemento - 32S/32Q/16D Singolare - Doppio             | Nadia Petrova 7–5, 6–2                                      | Shahar Peer                                   | Tamira Paszek Irina Falconi                | Alberta Brianti Stéphanie Dubois Virginie Razzano Bojana Jovanovski             |
| 25 luglio | Washington Open WTA 2011 Washington, Stati Uniti WTA International $220 000 - Cemento - 32S/32Q/16D Singolare - Doppio             | Sania Mirza Jaroslava Švedova 6–3, 6–3                      | Ol'ga Govorcova Alla Kudrjavceva              | Tamira Paszek Irina Falconi                | Alberta Brianti Stéphanie Dubois Virginie Razzano Bojana Jovanovski             |

### Agosto
| Settimana             | Torneo | Campionesse                                   | Finaliste                           | Semifinaliste                          | Eliminate ai quarti                                                              |
| --------------------- | --- | --------------------------------------------- | ----------------------------------- | -------------------------------------- | -------------------------------------------------------------------------------- |
| 1º agosto             | San Diego Open 2011 San Diego, Stati Uniti WTA Premier $721 000 - Cemento - 56S/32Q/16D Singolare - Doppio          | Agnieszka Radwańska 6-3, 6-4                  | Vera Zvonarëva                      | Ana Ivanović Andrea Petković           | Sloane Stephens Daniela Hantuchová Peng Shuai Sabine Lisicki                     |
| 1º agosto             | San Diego Open 2011 San Diego, Stati Uniti WTA Premier $721 000 - Cemento - 56S/32Q/16D Singolare - Doppio          | Květa Peschke Katarina Srebotnik 6-0, 6-2     | Raquel Kops-Jones Abigail Spears    | Ana Ivanović Andrea Petković           | Sloane Stephens Daniela Hantuchová Peng Shuai Sabine Lisicki                     |
| 8 agosto              | Canadian Open 2011 Toronto, Canada WTA Premier 5 $2 050 000 - Cemento - 56S/64Q/28D Singolare - Doppio              | Serena Williams 6-4, 6-2                      | Samantha Stosur                     | Agnieszka Radwańska Viktoryja Azaranka | Lucie Šafářová Galina Voskoboeva Andrea Petković Roberta Vinci                   |
| 8 agosto              | Canadian Open 2011 Toronto, Canada WTA Premier 5 $2 050 000 - Cemento - 56S/64Q/28D Singolare - Doppio              | Liezel Huber Lisa Raymond Walkover            | Viktoryja Azaranka Marija Kirilenko | Agnieszka Radwańska Viktoryja Azaranka | Lucie Šafářová Galina Voskoboeva Andrea Petković Roberta Vinci                   |
| 15 agosto             | Cincinnati Open 2011 Cincinnati, Stati Uniti WTA Premier 5 $2 050 000 - Cemento - 56S/48Q/28D Singolare - Doppio    | Marija Šarapova 4-6, 7–6(3), 6-3              | Jelena Janković                     | Andrea Petković Vera Zvonarëva         | Nadia Petrova Peng Shuai Samantha Stosur Daniela Hantuchová                      |
| 15 agosto             | Cincinnati Open 2011 Cincinnati, Stati Uniti WTA Premier 5 $2 050 000 - Cemento - 56S/48Q/28D Singolare - Doppio    | Vania King Jaroslava Švedova 6-4, 3-6, [11-9] | Natalie Grandin Vladimíra Uhlířová  | Andrea Petković Vera Zvonarëva         | Nadia Petrova Peng Shuai Samantha Stosur Daniela Hantuchová                      |
| 22 agosto             | New Haven Open at Yale 2011 New Haven, Stati Uniti WTA Premier $618 000 - Cemento - 28S/32Q/16D Singolare - Doppio  | Caroline Wozniacki 6-4, 6-1                   | Petra Cetkovská                     | Francesca Schiavone Li Na              | Christina McHale Anabel Medina Garrigues Marion Bartoli Anastasija Pavljučenkova |
| 22 agosto             | New Haven Open at Yale 2011 New Haven, Stati Uniti WTA Premier $618 000 - Cemento - 28S/32Q/16D Singolare - Doppio  | Chia-Jung Chuang Ol'ga Govorcova 7-5, 6-2     | Sara Errani Roberta Vinci           | Francesca Schiavone Li Na              | Christina McHale Anabel Medina Garrigues Marion Bartoli Anastasija Pavljučenkova |
| 22 agosto             | Texas Tennis Open 2011 Dallas, Stati Uniti WTA International $220 000 - Cemento - 32S/32Q/16D Singolare - Doppio    | Sabine Lisicki 6-2, 6-1                       | Aravane Rezaï                       | Angelique Kerber Irina-Camelia Begu    | Johanna Larsson Elena Baltacha Anastasija Sevastova Kateryna Bondarenko          |
| 22 agosto             | Texas Tennis Open 2011 Dallas, Stati Uniti WTA International $220 000 - Cemento - 32S/32Q/16D Singolare - Doppio    | Alberta Brianti Sorana Cîrstea 7-5, 6-3       | Alizé Cornet Pauline Parmentier     | Angelique Kerber Irina-Camelia Begu    | Johanna Larsson Elena Baltacha Anastasija Sevastova Kateryna Bondarenko          |
| 29 agosto 5 settembre | US Open 2011 New York, Stati Uniti Grande Slam $22 668 000 - Cemento - 128S/128Q/64D/32X Singolare - Doppio - Misto | Samantha Stosur 6-2, 6-3                      | Serena Williams                     | Caroline Wozniacki Angelique Kerber    | Andrea Petković Anastasija Pavljučenkova Flavia Pennetta Vera Zvonarëva          |
| 29 agosto 5 settembre | US Open 2011 New York, Stati Uniti Grande Slam $22 668 000 - Cemento - 128S/128Q/64D/32X Singolare - Doppio - Misto | Liezel Huber Lisa Raymond 4-6, 7–6(5), 7–6(3) | Vania King Jaroslava Švedova        | Caroline Wozniacki Angelique Kerber    | Andrea Petković Anastasija Pavljučenkova Flavia Pennetta Vera Zvonarëva          |
| 29 agosto 5 settembre | US Open 2011 New York, Stati Uniti Grande Slam $22 668 000 - Cemento - 128S/128Q/64D/32X Singolare - Doppio - Misto | Melanie Oudin Jack Sock 7–6(4), 4–6, [10–8]   | Gisela Dulko Eduardo Schwank        | Caroline Wozniacki Angelique Kerber    | Andrea Petković Anastasija Pavljučenkova Flavia Pennetta Vera Zvonarëva          |

### Settembre
| Settimana    | Torneo | Campionesse                                       | Finaliste                        | Semifinaliste                      | Eliminate ai quarti                                                 |
| ------------ | --- | ------------------------------------------------- | -------------------------------- | ---------------------------------- | ------------------------------------------------------------------- |
| 12 settembre | Tashkent Open 2011 Tashkent, Uzbekistan WTA International $220 000 - Cemento - 32S/32Q/16D Singolare - Doppio                | Ksenija Pervak 6-3,6-1                            | Eva Birnerová                    | Urszula Radwańska Alla Kudrjavceva | Victoria Larrière Eléni Daniilídou Valerija Savinych Sorana Cîrstea |
| 12 settembre | Tashkent Open 2011 Tashkent, Uzbekistan WTA International $220 000 - Cemento - 32S/32Q/16D Singolare - Doppio                | Eléni Daniilídou Vitalija D'jačenko 6-4,6-3       | Ljudmyla Kičenok Nadežda Kičenok | Urszula Radwańska Alla Kudrjavceva | Victoria Larrière Eléni Daniilídou Valerija Savinych Sorana Cîrstea |
| 12 settembre | Bell Challenge 2011 Québec, Canada WTA International $220 000 - Cemento indoor - 32S/32Q/16D Singolare - Doppio              | Barbora Záhlavová-Strýcová 4–6, 6–1, 6–0          | Marina Eraković                  | Tamira Paszek Michaëlla Krajicek   | Daniela Hantuchová Heather Watson Rebecca Marino Andrea Hlaváčková  |
| 12 settembre | Bell Challenge 2011 Québec, Canada WTA International $220 000 - Cemento indoor - 32S/32Q/16D Singolare - Doppio              | Raquel Kops-Jones Abigail Spears 6–1, 3–6, [10–6] | Jamie Hampton Anna Tatišvili     | Tamira Paszek Michaëlla Krajicek   | Daniela Hantuchová Heather Watson Rebecca Marino Andrea Hlaváčková  |
| 19 settembre | Hansol Korea Open 2011 Seul, Corea del Sud WTA International $220 000 - Cemento - 32S/32Q/16D Singolare - Doppio             | María José Martínez Sánchez 7-6(0),7–6(2)         | Galina Voskoboeva                | Polona Hercog Klára Zakopalová     | Vera Duševina Dominika Cibulková Julia Görges Vania King            |
| 19 settembre | Hansol Korea Open 2011 Seul, Corea del Sud WTA International $220 000 - Cemento - 32S/32Q/16D Singolare - Doppio             | Natalie Grandin Vladimíra Uhlířová 7–6(5), 6-4    | Vera Duševina Galina Voskoboeva  | Polona Hercog Klára Zakopalová     | Vera Duševina Dominika Cibulková Julia Görges Vania King            |
| 19 settembre | Guangzhou International Women's Open 2011 Canton, Cina WTA International $220 000 - Cemento - 32S/32Q/16D Singolare - Doppio | Chanelle Scheepers 6-2, 6-2                       | Magdaléna Rybáriková             | Marija Kirilenko Zheng Jie         | Tetjana Lužans'ka Urszula Radwańska Petra Martić Jarmila Gajdošová  |
| 19 settembre | Guangzhou International Women's Open 2011 Canton, Cina WTA International $220 000 - Cemento - 32S/32Q/16D Singolare - Doppio | Hsieh Su-wei Zheng Saisai 6-2, 6-1                | Chan Chin-wei Han Xinyun         | Marija Kirilenko Zheng Jie         | Tetjana Lužans'ka Urszula Radwańska Petra Martić Jarmila Gajdošová  |
| 26 settembre | Toray Pan Pacific Open 2011 Tokyo, Giappone WTA Premier 5 $2 050 000 - Cemento - 56S/32Q/16D Singolare - Doppio              | Agnieszka Radwańska 6-3, 6-2                      | Vera Zvonarëva                   | Viktoryja Azaranka Petra Kvitová   | Kaia Kanepi Marion Bartoli Marija Kirilenko Marija Šarapova         |
| 26 settembre | Toray Pan Pacific Open 2011 Tokyo, Giappone WTA Premier 5 $2 050 000 - Cemento - 56S/32Q/16D Singolare - Doppio              | Liezel Huber Lisa Raymond 7–6(4), 0-6, [10-6]     | Gisela Dulko Flavia Pennetta     | Viktoryja Azaranka Petra Kvitová   | Kaia Kanepi Marion Bartoli Marija Kirilenko Marija Šarapova         |

### Ottobre
| Settimana  | Torneo | Campionesse                                        | Finaliste                              | Semifinaliste                    | Eliminate ai quarti                                                                                |
| ---------- | --- | -------------------------------------------------- | -------------------------------------- | -------------------------------- | -------------------------------------------------------------------------------------------------- |
| 3 ottobre  | China Open 2011 Pechino, Cina WTA Premier Mandatory $4 500 000 - Cemento - 60S/32Q/28D Singolare - Doppio                      | Agnieszka Radwańska 7-5, 0-6, 6-4                  | Andrea Petković                        | Flavia Pennetta Monica Niculescu | Caroline Wozniacki Ana Ivanović Marija Kirilenko Anastasija Pavljučenkova                          |
| 3 ottobre  | China Open 2011 Pechino, Cina WTA Premier Mandatory $4 500 000 - Cemento - 60S/32Q/28D Singolare - Doppio                      | Květa Peschke Katarina Srebotnik 6-3, 6-4          | Gisela Dulko Flavia Pennetta           | Flavia Pennetta Monica Niculescu | Caroline Wozniacki Ana Ivanović Marija Kirilenko Anastasija Pavljučenkova                          |
| 10 ottobre | Generali Ladies Linz 2011 Linz, Austria WTA International $220 000 - Cemento indoor - 32S/32Q/16D Singolare - Doppio           | Petra Kvitová 6-4, 6-1                             | Dominika Cibulková                     | Jelena Janković Lucie Šafářová   | Daniela Hantuchová Evgenija Rodina Sorana Cîrstea Anastasija Rodionova                             |
| 10 ottobre | Generali Ladies Linz 2011 Linz, Austria WTA International $220 000 - Cemento indoor - 32S/32Q/16D Singolare - Doppio           | Marina Eraković Elena Vesnina 7-5, 6-1             | Julia Görges Anna-Lena Grönefeld       | Jelena Janković Lucie Šafářová   | Daniela Hantuchová Evgenija Rodina Sorana Cîrstea Anastasija Rodionova                             |
| 10 ottobre | HP Open 2011 Osaka, Giappone WTA International $220 000 - Cemento - 32S/32Q/16D Singolare - Doppio                             | Marion Bartoli 6-3, 6-1                            | Samantha Stosur                        | Angelique Kerber Zheng Jie       | Chanelle Scheepers Petra Cetkovská Tamarine Tanasugarn Ayumi Morita                                |
| 10 ottobre | HP Open 2011 Osaka, Giappone WTA International $220 000 - Cemento - 32S/32Q/16D Singolare - Doppio                             | Kimiko Date Krumm Zhang Shuai 7-5, 3-6, [11-9]     | Vania King Jaroslava Švedova           | Angelique Kerber Zheng Jie       | Chanelle Scheepers Petra Cetkovská Tamarine Tanasugarn Ayumi Morita                                |
| 17 ottobre | Kremlin Cup 2011 Mosca, Russia WTA Premier $1 000 000 - Cemento indoor - 28S/32Q/16D Singolare - Doppio                        | Dominika Cibulková 3-6, 7-6(1), 7-5                | Kaia Kanepi                            | Elena Vesnina Lucie Šafářová     | Vera Zvonarëva Marion Bartoli Svetlana Kuznecova Vera Duševina                                     |
| 17 ottobre | Kremlin Cup 2011 Mosca, Russia WTA Premier $1 000 000 - Cemento indoor - 28S/32Q/16D Singolare - Doppio                        | Vania King Jaroslava Švedova 7–6(3), 6-3           | Anastasija Rodionova Galina Voskoboeva | Elena Vesnina Lucie Šafářová     | Vera Zvonarëva Marion Bartoli Svetlana Kuznecova Vera Duševina                                     |
| 17 ottobre | BGL Luxembourg Open 2011 Lussemburgo, Lussemburgo WTA International $220 000 - Cemento indoor - 32S/32Q/16D Singolare - Doppio | Viktoryja Azaranka 6-2, 6-2                        | Monica Niculescu                       | Julia Görges Anne Keothavong     | Iveta Benešová Anastasija Sevastova Lucie Hradecká Bibiane Schoofs                                 |
| 17 ottobre | BGL Luxembourg Open 2011 Lussemburgo, Lussemburgo WTA International $220 000 - Cemento indoor - 32S/32Q/16D Singolare - Doppio | Iveta Benešová Barbora Záhlavová-Strýcová 7-5, 6-3 | Lucie Hradecká Ekaterina Makarova      | Julia Görges Anne Keothavong     | Iveta Benešová Anastasija Sevastova Lucie Hradecká Bibiane Schoofs                                 |
| 24 ottobre | Sony Ericsson Championships Istanbul, Turchia Torneo di fine anno $ - Cemento - 8S (RR)/4D Singolare – Doppio                  | Petra Kvitová 7-5, 4-6, 6-3                        | Viktoryja Azaranka                     | Samantha Stosur Vera Zvonarëva   | Round Robin Gruppo Rosso Caroline Wozniacki Agnieszka Radwańska Gruppo Bianco Marion Bartoli Li Na |
| 24 ottobre | Sony Ericsson Championships Istanbul, Turchia Torneo di fine anno $ - Cemento - 8S (RR)/4D Singolare – Doppio                  | Liezel Huber Lisa Raymond 6-4, 6-4                 | Květa Peschke Katarina Srebotnik       | Samantha Stosur Vera Zvonarëva   | Round Robin Gruppo Rosso Caroline Wozniacki Agnieszka Radwańska Gruppo Bianco Marion Bartoli Li Na |
| 31 ottobre | Commonwealth Bank 2011 Tournament of Champions Bali, Indonesia Torneo di fine anno $600 000 - Cemento - 12S Singolare          | Ana Ivanović 6–3, 6–0                              | Anabel Medina Garrigues                | 3º Posto Nadia Petrova           | Marion Bartoli Daniela Hantuchová Roberta Vinci Peng Shuai                                         |
| 31 ottobre | Commonwealth Bank 2011 Tournament of Champions Bali, Indonesia Torneo di fine anno $600 000 - Cemento - 12S Singolare          | Ana Ivanović 6–3, 6–0                              | Anabel Medina Garrigues                | 4º Posto Sabine Lisicki          | Marion Bartoli Daniela Hantuchová Roberta Vinci Peng Shuai                                         |
| 31 ottobre | Finale Fed Cup Mosca, Russia, Cemento (i)                                                                                      | Rep. Ceca 3–2                                      | Russia                                 |                                  | |

### Novembre
Nessun evento

### Dicembre
Nessun evento

## Distribuzione Punti
| Description                               | W    | F    | SF                                                                      | QF                                                                      | R16                                                                     | R32                                                                     | R64                                                                     | R128                                                                    | QLFR                                                                    | Q3 | Q2 | Q1 |
| ----------------------------------------- | ---- | ---- | ----------------------------------------------------------------------- | ----------------------------------------------------------------------- | ----------------------------------------------------------------------- | ----------------------------------------------------------------------- | ----------------------------------------------------------------------- | ----------------------------------------------------------------------- | ----------------------------------------------------------------------- | -- | -- | -- |
| Grand Slam (S)                            | 2000 | 1400 | 900                                                                     | 500                                                                     | 280                                                                     | 160                                                                     | 100                                                                     | 5                                                                       | 60                                                                      | 50 | 40 | 2  |
| Grand Slam (D)                            | 2000 | 1400 | 900                                                                     | 500                                                                     | 280                                                                     | 160                                                                     | 5                                                                       | –                                                                       | 48                                                                      | –  | –  | –  |
| WTA Tour Championships (S)                | +450 | +360 | (230 for each round robin match won 70 for each round robin match lost) | (230 for each round robin match won 70 for each round robin match lost) | (230 for each round robin match won 70 for each round robin match lost) | (230 for each round robin match won 70 for each round robin match lost) | (230 for each round robin match won 70 for each round robin match lost) | (230 for each round robin match won 70 for each round robin match lost) | (230 for each round robin match won 70 for each round robin match lost) | –  | –  | –  |
| WTA Tour Championships (D)                | 1500 | 1050 | 690                                                                     | –                                                                       | –                                                                       | –                                                                       | –                                                                       | –                                                                       | –                                                                       | –  | –  | –  |
| Premier Mandatory (96S)                   | 1000 | 700  | 450                                                                     | 250                                                                     | 140                                                                     | 80                                                                      | 50                                                                      | 5                                                                       | 30                                                                      | –  | 20 | 1  |
| Premier Mandatory (64S)                   | 1000 | 700  | 450                                                                     | 250                                                                     | 140                                                                     | 80                                                                      | 5                                                                       | –                                                                       | 30                                                                      | –  | 20 | 1  |
| Premier Mandatory (28/32D)                | 1000 | 700  | 450                                                                     | 250                                                                     | 140                                                                     | 5                                                                       | –                                                                       | –                                                                       | –                                                                       | –  | –  | –  |
| Premier 5 (56S)                           | 900  | 620  | 395                                                                     | 225                                                                     | 125                                                                     | 70                                                                      | 1                                                                       | –                                                                       | 30                                                                      | –  | 20 | 1  |
| Premier 5 (28D)                           | 900  | 620  | 395                                                                     | 225                                                                     | 125                                                                     | 1                                                                       | –                                                                       | –                                                                       | –                                                                       | –  | –  | –  |
| Premier (56S)                             | 470  | 320  | 200                                                                     | 120                                                                     | 60                                                                      | 40                                                                      | 1                                                                       | –                                                                       | 12                                                                      | –  | 8  | 1  |
| Premier (32S)                             | 470  | 320  | 200                                                                     | 120                                                                     | 60                                                                      | 1                                                                       | –                                                                       | –                                                                       | 20                                                                      | 12 | 8  | 1  |
| Premier (16D)                             | 470  | 320  | 200                                                                     | 120                                                                     | 1                                                                       | –                                                                       | –                                                                       | –                                                                       | –                                                                       | –  | –  | –  |
| Commonwealth Bank Tournament of Champions | 375  | 255  | 180(3rd) 165(4th)                                                       | 75                                                                      | –                                                                       | –                                                                       | –                                                                       | –                                                                       | –                                                                       | –  | –  | –  |
| International (56S)                       | 280  | 200  | 130                                                                     | 70                                                                      | 30                                                                      | 15                                                                      | 1                                                                       | –                                                                       | 10                                                                      | –  | 6  | 1  |
| International (32S)                       | 280  | 200  | 130                                                                     | 70                                                                      | 30                                                                      | 1                                                                       | –                                                                       | –                                                                       | 16                                                                      | 10 | 6  | 1  |
| International (16D)                       | 280  | 200  | 130                                                                     | 70                                                                      | 1                                                                       | –                                                                       | –                                                                       | –                                                                       | –                                                                       | –  | –  | –  |

## Ranking a fine anno
Nella tabella riportata sono presenti le prime dieci tenniste a fine stagione.

### Singolare
| #   | Giocatrice          | Punti | Rank. 2010 | /       |
| 1.  | Caroline Wozniacki  | 7.485 | 1          | Stabile |
| 2.  | Petra Kvitová       | 7.370 | 34         | 32      |
| 3.  | Viktoryja Azaranka  | 6.520 | 10         | 7       |
| 4.  | Maria Sharapova     | 6.510 | 18         | 14      |
| 5.  | Li Na               | 5.720 | 11         | 6       |
| 6.  | Samantha Stosur     | 5.585 | 6          | Stabile |
| 7.  | Vera Zvonarëva      | 5.435 | 2          | 5       |
| 8.  | Agnieszka Radwańska | 5.250 | 14         | 6       |
| 9.  | Marion Bartoli      | 4.710 | 16         | 7       |
| 10. | Andrea Petković     | 4.580 | 32         | 22      |

Nel corso della stagione due tenniste hanno occupato la prima posizione:
- Wozniacki = fine 2010 – 13 febbraio 2011
- Clijsters = 14 febbraio – 20 febbraio
- Wozniacki = 21 febbraio – fine anno

### Doppio
| #   | Giocatrice         | Punti | Rank. 2010 | /  |
| 1.  | Liezel Huber       | 9.970 | 3          | 2  |
| 2.  | Květa Peschke      | 8.680 | 5          | 3  |
| 2.  | Katarina Srebotnik | 8.680 | 6          | 4  |
| 4.  | Lisa Raymond       | 8.295 | 9          | 5  |
| 5.  | Yaroslava Shvedova | 6.805 | 6          | 1  |
| 6.  | Vania King         | 6.725 | 3          | 3  |
| 7.  | Maria Kirilenko    | 6.495 | 14         | 7  |
| 8.  | Flavia Pennetta    | 6.135 | 2          | 6  |
| 9.  | Gisela Dulko       | 6.135 | 1          | 8  |
| 10. | Elena Vesnina      | 5.225 | 23         | 10 |

Nel corso della stagione cinque tenniste, di cui due coppie, hanno occupato la prima posizione:
- Dulko = fine 2010 – 27 febbraio 2011
- Dulko /  Pennetta = 28 febbraio – 17 aprile
- Pennetta = 18 aprile – 3 luglio
- Peschke /  Srebotnik = 4 luglio – 11 settembre
- Huber = 12 settembre – fine anno